# Saison 2 de Doom Patrol
 (août 2020).
Si vous disposez d'ouvrages ou d'articles de référence ou si vous connaissez des sites web de qualité traitant du thème abordé ici, merci de compléter l'article en donnant les références utiles à sa vérifiabilité et en les liant à la section « Notes et références ».
Chronologie
Saison 1 Saison 3
La deuxième saison de Doom Patrol (Doom Patrol), série télévisée américaine, est constituée de neuf épisodes et a été diffusée du 25 juin 2020 au 6 août 2020 en simultané sur les services DC Universe et HBO Max, aux États-Unis.

## Synopsis
Après avoir vaincu Mr Nobody, le Dr Caulder et ses protégés sont coincés à l'état miniature, hormis Larry Trainor. En voyant sa fille, Dorothy Spinner, libérée de la prison où il tentait de la garder, le Chef de la Doom Patrol sait que la malédiction qui plane sur elle menace d'arriver.

## Distribution

### Acteurs principaux
- April Bowlby : Rita Farr / Elasti-Girl
- Diane Guerrero : Kay Challis / Crazy Jane
- Joivan Wade : Victor Stone / Cyborg
- Brendan Fraser (voix) et Riley Shanahan : Clifford Steele / Robotman
- Matt Bomer (voix) et Matthew Zuk : Larry Trainor / Negative Man
- Timothy Dalton : Dr Niles Caulder / Le Chef
- Abigail Shapiro : Dorothy Spinner

### Acteurs récurrents
- Phil Morris : Silas Stone
- Bethany Anne Lind : Clara Steele
- Mark Sheppard : Willoughby Kipling
- Devan Chandler Long : Flex Mentallo
- Karen Obilom : Roni Evers
- Lex Lang : Candlemaker (voix)
- Brian T. Stevenson : Herschel (voix)
- Vanessa Carter et Kat Cressida (voix) : Darling-Come-Home

### Invités
- Tommy Snider : Ernest Franklin / Beard Hunter
- Julie McNiven : Sheryl Trainor
- Mark Ashworth : The Ringmaster
- Fletcher Hammand (enfant) et John Getz (âgé) : Paul Trainor
- Brandon Perea et Dan Martin (voix) : Doctor Tyme
- Roger Floyd : Red Jack
- Michael Tourek : Kiss
- Michael Shenefelt : Cuddles
- Tracey Bonner : Torture
- Brad Brinkley : Shadowy Mr. Evans
- Irene Ziegler : Micki Harris
- Mariana Klaveno : Valentina Vostok
- Derek Evans : Zip Callahan
- Jason Burkey : Specs
- Charity Cervantes : Isabel Feathers
- Jhemma Ziegler : The Scant Queen
- Joshua Mikel : Imaginary Jesus
- Donna Jay Fulks : Roxy (voix)

## Liste des épisodes

### Épisode 1:Mini Patrol
- États-Unis /  Canada : 25 juin 2020 sur DC Universe / HBO Max (première diffusion)
- France : 1er décembre 2020 sur Syfy

En 1927, Niles Caulder retrouve Dorothy Spinner, la fille qu'il a eue avec Slava, la femme primitive, retenue comme bête de foire et forcée de montrer son visage et sa capacité à matérialiser ses amis imaginaires.

### Épisode 2:Tyme Patrol
- États-Unis /  Canada : 25 juin 2020 sur DC Universe / HBO Max (première diffusion)
- France : 1er décembre 2020 sur Syfy

### Épisode 3:Supplice Patrol
- États-Unis /  Canada : 24 juin 2020 sur DC Universe / HBO Max (première diffusion)
- France : 8 décembre 2020 sur Syfy

### Épisode 4:Sexe Patrol
- États-Unis /  Canada : 1er juillet 2020 sur DC Universe / HBO Max (première diffusion)
- France : 8 décembre 2020 sur Syfy

### Épisode 5:Index Patrol
- États-Unis /  Canada : 8 juillet 2020 sur DC Universe / HBO Max (première diffusion)
- France : 15 décembre 2020 sur Syfy

### Épisode 6:Icarus Patrol
- États-Unis /  Canada : 15 juillet 2020 sur DC Universe / HBO Max (première diffusion)
- France : 15 décembre 2020 sur Syfy

### Épisode 7:Stupide Patrol
- États-Unis /  Canada : 22 juillet 2020 sur DC Universe / HBO Max (première diffusion)
- France : 22 décembre 2020 sur Syfy

### Épisode 8:Papa Patrol
- États-Unis /  Canada : 29 juillet 2020 sur DC Universe / HBO Max (première diffusion)
- France : 22 décembre 2020 sur Syfy

### Épisode 9:Cire Patrol
- États-Unis /  Canada : 5 aout 2020 sur DC Universe / HBO Max (première diffusion)
- France : 22 décembre 2020 sur Syfy